# Хаутемская ярмарка
Ха́утемская я́рмарка — зимняя ярмарка и скотный рынок в Синт-Ливенс-Хаутеме (нидерл. Sint-Lievens-Houtem), самая большая ярмарка во Фландрии. Ярмарка проходит 11 ноября, в день Святого Мартина, и 12 ноября, в день памяти Святого Ливина. Ярмарка Синт-Ливенс-Хаутема считается последней большой ярмаркой Фландрии с религиозными и средневековыми традициями и была включена в Список нематериального культурного наследия человечества ЮНЕСКО в 2010 году.

## История
“Хаутем Яармаркт” проистекал в средневековье из поклонения Святого Ливина (нидерл. Sint Lieven), апостола Фландрии и Брабанта. Ливин родился примерно в 580 году и происходил из благородной ирландской семьи. Он покинул Ирландию и уехал в Гент и Зеландию, чтобы там проповедовать христианство. По легенде Ливин был убит 12 ноября 657 года группой язычников и похоронен в Синт-Ливенс-Хаутеме. Священники кафедрального собора Святого Бавона представили вымышленного ирландского епископа миссионером региона и организовали после его смерти паломничество из Гента в Синт-Ливенс-Хаутем, для посещения святых мощей. 
По следам паломников на могилу Святого Ливина также приезжали купцы, которые встречались в селе. Они торговали скотом, продуктами и текстилем, но тоже выпивали и веселились. Самое раннее упоминание о ярмарке относится к документу наместника бальяжа Алста в 1634 году. Некоторые старинные документы только упоминают ярмарку без даты, а поскольку в Синт-Ливенс-Хаутеме проводились две ежегодные ярмарки, нельзя с уверенностью сказать, что речь идёт о зимней ярмарке. Тем не менее, крестный ход Святого Ливина и ежегодную ярмарку можно рассматривать как типичные модели средневековых шествий и ярмарок.
С XVII века паломничество развивалось всё больше и больше “Хаутем Яармаркт” превратился с крупным скотным и конным рынком и народным празднеством. Первоначально летние паломничество и ярмарка были больше по размеру, чем зимние, но паломничество 12 ноября стало более важным в течение XVIII и XIX веков. Особенно крупный скотный и конный рынок вырос по размеру. Затем ежегодная зимняя ярмарка переживал периоды расцвета и упадка. За последние пятнадцать-двадцать лет, однако, в Синт-Ливенс-Хаутеме традиция возрождается: каждый год приблизительно 50 000 посетителей собираются на “Хаутем яармаркт”.
В других фламандских городах традиционная ярмарка уже не пользуется большим интересом из-за того, что не только законодательство о защите животных стало более строгим чем раньше, но как и законы о гигиене и безопасности продуктов питания также изменились. А в Синт-Ливенс-Хаутеме народное празднество связано с католическим обрядом паломничества, который бережно сохраняют. “Хаутем Яармаркт” неотъемлемо связан с местным (культурным и аграрным) самосознанием, в котором Святой Ливин играет важную роль. За последние годы муниципалитет Синт-Ливенс-Хаутема постоянно искал решения, чтобы не только сохранить традицию и но и соблюсти правила и законы. Именно по этой причине эта ярмарка так уникальна в Европе.
С 2008 года “Хаутем Яармаркт” был включен в список нематериального культурного наследия Фландрии. В наши дни это единственный крупный скотный и конный рынок Фландрии под открытым небом.
С 15 ноября 2010 года ярмарка также включена в список нематериального культурного наследия человечества ЮНЕСКО. По признанию организаторов Хаутем Яармаркта они хотят посвятить все свои силы, чтобы найти подходящее решение для будущего секторов сельского хозяйства, скотоводства и рыночных продавцов, которые находятся под угрозой исчезновения. Таким образом, ярмарка в следующем десятилетии может стать платформой для сохранения и памяти этого наследия и сельской экономики.
Поэтому “Хаутем Яармаркт” можно считать последней крупной ярмаркой Фландрии с религиозными и средневековыми традициями, в том числе заключение купли-продажи с «ударом рукой». На скотном рынке и на сырном рынке владельцы обменивались товарами таким образом. Продавец и покупатель ударяют по рукам, когда они торгуются, чтобы договориться о цене. Это продолжается до тех пор, пока обе стороны не договариваются о цене. Если сделка купли-продажи состоялась, договор скрепляется рукопожатием.

## Ярмарка в наши дни
Зимняя ярмарка открывается 10 ноября праздничным приемом и презентацией годовой темы. 11 ноября происходит инспекция лошадей различных коннозаводских книг на конном рынке. 12 ноября фактический рынок имеет место в центре Синт-Ливенс-Хаутема, где около 500 продавцов пытаются продать свои товары. Более 1200 коров и 600 лошадей предлагаются для продажи на этом рынке. Многие жители Синт-Ливенс-Хаутема, которые живут недалеко от рыночной площади открывают в своём доме временное кафе.
Уже 15 лет также проходит тематическая выставка, где мелкие производители из дружественных регионов могут выставлять свои региональные продукты и изделия. Крестьяне, скотоводы и ремесленники разных национальностей имеют возможность общаться друг с другом. Муниципалитет Синт-Ливенс-Хаутема с этой целью ежегодно приглашает мелких производителей из определённого европейского региона, чтобы гарантировать международный характер зимней ярмарки. В 2008 году темой был французский регион Лимузен, в 2009 году – испанский регион Андалусия. По случаю признания ЮНЕСКО в 2011 году темой был винодельческий регион Шампань.
В 2016 году провинции Восточная Фландрия, Западная Фландрия и Зеландия ударили по рукам и образовали “Плоскую землю”. Этот регион традиционно силен в области сельского хозяйства, гостиничного и ресторанного дела и туризма. Проект направлен на содействие производству продуктов питания по системе справедливой торговли широкой публики.

## Контроверза
Каждый год бельгийские движения, направленные на защиту животных Gaia и BLID контролируют поведение фермеров по отношению к скоту, выставленному на показ. Полученные сведения они сообщают прессе и муниципалитету.